# Ermentrude d'Orléans
Ermentrude d'Orléans (27 settembre 830 – Saint-Denis, 6 ottobre 869) fu, come prima moglie di Carlo il Calvo, regina consorte dei Franchi Occidentali, dall'842 all'867 e regina consorte d'Aquitania, titolare dall'842 ed effettiva dall'852 all'855.

## Origine
Figlia del conte d'Orleans, Oddone I, e della sua seconda moglie, la sorella di Adalardo il Siniscalco, Engeltrude, figlia del conte di Fezensac, Liutardo (?- dopo l'812), che era uno dei conti guasconi di Ludovico il Pio, re d'Aquitania e di Grimilde. Da parte di madre forse discendente di Carlo Martello.

## Biografia
Il 13 dicembre dell'842, secondo gli Annales Bertiniani, nel Carisiacum palatium di Quierzy, Ermentrude sposò, su ordine dello zio materno Adalardo (il padre era morto quando lei aveva circa quattro anni) il re dei Franchi Occidentali e re titolare di Aquitania, Carlo il Calvo.
Ermentrude fu incoronata regina nell'abbazia di San Medardo di Soissons, nell'agosto dell'866.
Nell'867, Ermentrude si separò da Carlo, senza però esserne ripudiata, e, dopo la separazione si ritirò in convento. Nell'abbazia di Hasnon, vicino a Valenciennes.
Ermentrude, sempre secondo gli Annales Bertiniani, morì nel convento di San Dionigi, il 6 ottobre 869. Al seguito del corteo funebre vi era il figlio di Bivin di Vienne, Bosone I di Provenza, conte della Borgogna Cisgiurana, che inviò un messaggio alla madre che la sorella, Richilde delle Ardenne, raggiungesse subito Carlo, per esserne la concubina. Richilde divenne la concubina del re.
L'anno dopo (870), Carlo sposò la sua concubina Richilde.

## Discendenza
Ermentrude diede a Carlo nove figli:
- Giuditta (844–870), sposò, in prime nozze, Etelvulfo del Wessex, in seconde nozze, Etelbaldo del Wessex (suo figliastro) ed, in terze nozze, Baldovino I delle Fiandre;
- Luigi (o Ludovico) il Balbo (846–879), re dei Franchi Occidentali, re d'Aquitania e re di Provenza;
- Carlo il Bambino (847–866), re d'Aquitania;
- Lotario (848–866[14]), monaco dall'861[15], abate di Saint-Germain;
- Carlomanno (849–878), monaco, abate di san Medardo a Soissons;
- Rotrude (852–912), suora, badessa di Santa Redegonda[16];
- Ermetrude[17] (854–877), suora, badessa di Hasnon;
- Hildegarda[17] (856-?), morta giovane;
- Gisella[17] (857–874).

## Ascendenza
|                        |                  |                      | Genitori |  |  | Nonni |  |  | Bisnonni            |  |  | Trisnonni |  |
|                        |                  |                      |          |  |  |       |  |  | Geroldo di Vintzgau |  |  | …         |  |
|                        |                  |                      |          |  |  |       |  |  | Geroldo di Vintzgau |  |  | …         |  |
|                        |                  | …                    |          |  |  |       |  |  | Geroldo di Vintzgau |  |  |           |  |
| Adriano d'Orléans      |                  |                      |          |  |  |       |  |  | Geroldo di Vintzgau |  |  |           |  |
|                        |                  | Emma d'Alemannia     | Hnabi    |  |  |       |  |  |                     |  |  |           |  |
|                        |                  | Emma d'Alemannia     | Hnabi    |  |  |       |  |  |                     |  |  |           |  |
|                        |                  | Emma d'Alemannia     | …        |  |  |       |  |  |                     |  |  |           |  |
| Oddone d'Orléans       |                  | Emma d'Alemannia     |          |  |  |       |  |  |                     |  |  |           |  |
|                        |                  | Lamberto di Hornbach | …        |  |  |       |  |  |                     |  |  |           |  |
|                        |                  | Lamberto di Hornbach | …        |  |  |       |  |  |                     |  |  |           |  |
|                        |                  | Lamberto di Hornbach | …        |  |  |       |  |  |                     |  |  |           |  |
| Waldrada d'Orléans     |                  | Lamberto di Hornbach |          |  |  |       |  |  |                     |  |  |           |  |
|                        |                  | …                    | …        |  |  |       |  |  |                     |  |  |           |  |
|                        |                  | …                    | …        |  |  |       |  |  |                     |  |  |           |  |
|                        |                  | …                    | …        |  |  |       |  |  |                     |  |  |           |  |
| Ermentrude d'Orléans   |                  | …                    |          |  |  |       |  |  |                     |  |  |           |  |
|                        | Begone di Tolosa | Gerardo I di Parigi  |          |  |  |       |  |  |                     |  |  |           |  |
|                        | Begone di Tolosa | Gerardo I di Parigi  |          |  |  |       |  |  |                     |  |  |           |  |
|                        | Begone di Tolosa | Rotrude              |          |  |  |       |  |  |                     |  |  |           |  |
| Leotardo II di Parigi  | Begone di Tolosa |                      |          |  |  |       |  |  |                     |  |  |           |  |
|                        |                  | Alpais               | …        |  |  |       |  |  |                     |  |  |           |  |
|                        |                  | Alpais               | …        |  |  |       |  |  |                     |  |  |           |  |
|                        |                  | Alpais               | …        |  |  |       |  |  |                     |  |  |           |  |
| Engeltrude di Fézensac |                  | Alpais               |          |  |  |       |  |  |                     |  |  |           |  |
|                        |                  | …                    | …        |  |  |       |  |  |                     |  |  |           |  |
|                        |                  | …                    | …        |  |  |       |  |  |                     |  |  |           |  |
|                        |                  | …                    | …        |  |  |       |  |  |                     |  |  |           |  |
| Grimilde               |                  | …                    |          |  |  |       |  |  |                     |  |  |           |  |
|                        |                  | …                    | …        |  |  |       |  |  |                     |  |  |           |  |
|                        |                  | …                    | …        |  |  |       |  |  |                     |  |  |           |  |
|                        |                  | …                    | …        |  |  |       |  |  |                     |  |  |           |  |
|                        |                  | …                    |          |  |  |       |  |  |                     |  |  |           |  |

### Fonti primarie
- (LA)  Monumenta Germanica historica, tomus II.
- (LA)  Monumenta Germanica Historica, tomus IX.
- (LA)  Nithardus, Historiae.
- (LA)  Rerum Gallicarum et Francicarum Scriptores, tomus VII.
- (LA)  Hincmari Annales[collegamento interrotto].
- (LA)  Annales Bertiniani.

### Letteratura storiografica
- René Poupardin, I regni carolingi (840-918), in «Storia del mondo medievale», vol. II, 1979, pp. 583–635